# Arta Europei

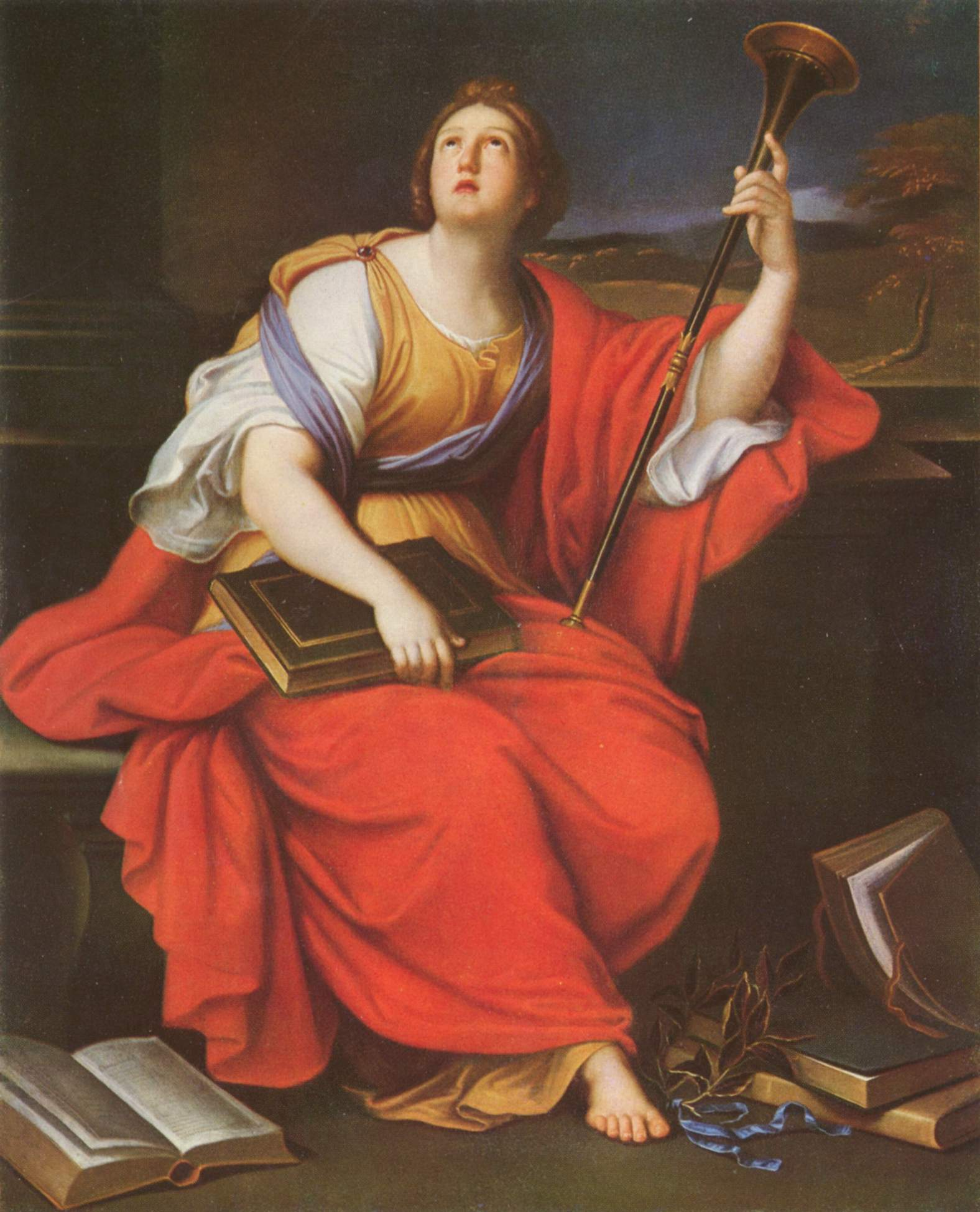
Pierre Mignard, Clio, muza poeziei eroice și a istoriei, secolul al XVII-lea

Termenii de artă europeană și artă occidentală se referă la istoria artelor vizuale în Europa. Arta preistorică europeană a început ca artă din piatră și picturi rupestre și a fost caracteristică perioadei dintre Paleolitic și Epoca Fierului. Istoriile scrise ale artei europeane încep cu arta Orientului Mijlociu antic și a civilizațiilor antice egeice datând din mileniul III î.Hr. În paralel cu aceste culturi importante, arta, într-o formă sau alta, a existat peste tot în Europa, oriunde erau oameni, lăsând în urma sa relicve, cum ar fi sculpturi, artefacte decorate și pietre gigantice orizontale. Cu toate acestea, un model mai coerent de dezvoltare artistică în Europa își are începutul cu arta Greciei antice, adoptat și transformat la rândul său de către Imperiul Roman, răspândit apoi în arealuri extinse din Europa, Africa de Nord și Orientul Mijlociu.